# Louis Agassiz
Jean Louis Rodolphe Agassiz, född 28 maj 1807 i Môtier, kantonen Fribourg, död 14 december 1873 i Cambridge, Massachusetts, var en schweizisk-amerikansk naturforskare; professor i Neuchâtel 1832–1846, professor vid Harvard University i USA från 1847. Far till Alexander Agassiz.
Agassiz räknas till grundarna av den tidiga vertebratpaleontologin mycket tack vare sin monografi om fossila fiskar som var utgångspunkten för all denna typ av forskning fram till 1860-talet.

## Biografi
Agassiz studerade vid gymnasiet i Biel och sedermera i Lausanne, Zürich och München. Han ämnade först bli läkare, men under hans vistelse i München drogs hans håg helt och hållet åt zoologin, då han, ännu blott en 20-årig student, fick uppdraget att vetenskapligt bearbeta de samlingar av fiskar, som den bekante resanden och botanikern Martius samt hans följeslagare Spix insamlat i Brasilien. Resultatet av denna bearbetning blev ett stort, 1829–31 publicerat och med 91 planscher försett arbete, innehållande nya uppslag till fiskarnas klassifikation.
Agassiz fortsatte sedermera, efter att 1832 ha blivit professor i naturalhistoria i Neuchâtel, sin iktyologiska forskning och utgav tillsammans med Carl Vogt ett stort arbete, Histoire naturelle des poissons d’eau douce de l’Europe centrale (1839–45), som dock aldrig blev avslutat. Sedermera ägnade han sig åt studiet av de fossila fiskarna och utgav om dem det klassiska arbetet, Recherches sur les poissons fossiles (1833–42). Ibland hans många, viktiga arbeten i zoologi kan för övrigt nämnas hans Monographie d’échinodermes vivants et fossiles (1838–42). I biologin hyllade han en teleologisk uppfattning och sökte därför vederlägga den genom Charles Darwin reformerade utvecklingsläran.
Agassiz är bekant även som geolog, genom sina banbrytande undersökningar av Alpernas glaciärer. I sitt 1840 utkomna arbete Études sur les glaciers nedlade han frukterna av fleråriga undersökningar, på grund av vilka han trodde sig kunna dra slutsatsen, att under den vår tid närmast föregående geologiska perioden glaciärerna hade vida större utsträckning och betydenhet än för närvarande samt att därunder större delen av norra halvklotet var täckt av stora ismassor. 
På uppdrag av preussiska regeringen reste Agassiz 1846 till USA och höll där föreläsningar om istiden, vilka fick stor uppmärksamhet. Han fick 1847 en professur i zoologi och geologi vid Harvard University, och grundade där ett genom sina rikhaltiga zoologiska och paleontologiska samlingar berömt museum. I den nya världen blev han naturforskningens fader. År 1865 fick han genom enskilda bidrag av en köpman i Boston, Thayer, tillfälle att företa en naturvetenskaplig expedition till Amazonflodens floddal. Där upptäcktes en ofantlig mängd nya fiskar, varjämte han fann vidsträckta geologiska bildningar, som efter hans åsikt ledde sitt ursprung från forntida glaciärers verksamhet. År 1873 ställdes av en förmögen borgare i New York, John Anderson, 50 000 dollar till Agassiz disposition för anläggande av en zoologisk försöksstation på en liten ö i Buzzard Bay. Agassiz avled dock kort därefter. Hans änka utgav 1885 hans biografi och brev. Agassiz har fått ge namn åt Promontorium Agassiz i bergskedjan Montes Alpes på Månen.
Agassiz var ledamot av Preussiska vetenskapsakademien. Han invaldes 1837 som utländsk ledamot av Kungliga Vetenskapsakademien, och 1853 av Bayerska vetenskapsakademien.
Nedslagskratern Agassiz på planeten Mars och asteroiden 2267 Agassiz är uppkallade efter honom.

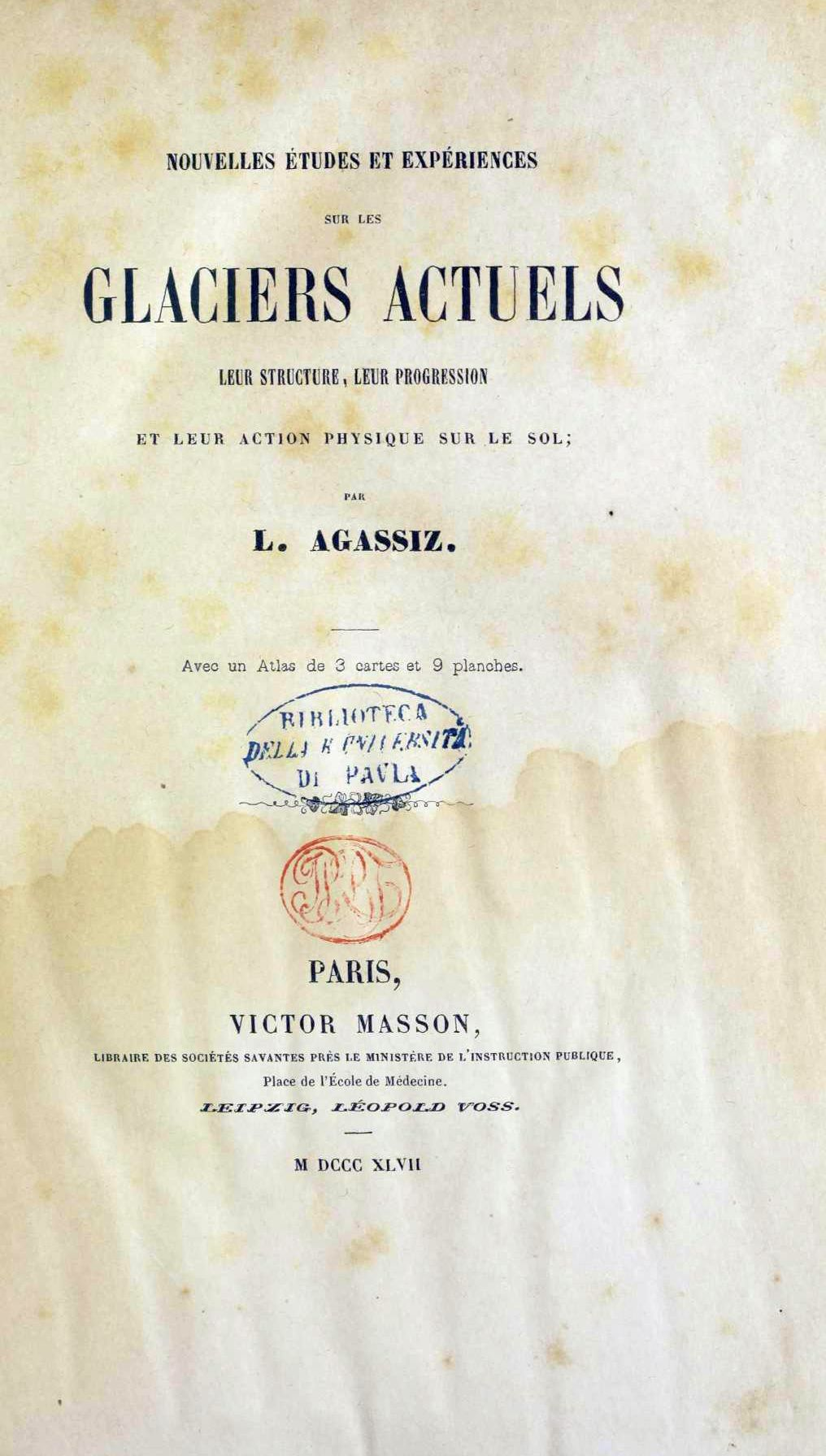
Nouvelles études et expériences sur les glaciers actuels, 1847

Auktorsnamnet Agassiz kan användas för Louis Agassiz i samband med ett vetenskapligt namn inom botaniken; se Wikipediaartiklar som länkar till auktorsnamnet.